# Laurent Lolmède
Laurent Lolmède, né le 11 juin 1965 à Figeac, est un auteur de bande dessinée qui a pris son quotidien comme sujet presque exclusif de son œuvre.

## Biographie
Il passe un CAP de dessinateur en publicité à Bordeaux puis part pour Paris où il effectue une année de préparation aux écoles d'art à l'École Penninghen avant d'entrer, en 1985, à l'École nationale supérieure des arts décoratifs en section édition-presse. Il travaille ensuite dans une agence de publicité. À partir de 1992, il édite en photocopies ses extraits naturels de carnets qu'il diffuse confidentiellement (aujourd'hui réédités chez l'éditeur La Comédie illustrée). Son nom est aussi au sommaire de fanzines tels que Le Simo, Ça peut plaire à des gens, Farfantello, El Building. Il travaille comme illustrateur pour la presse et l'édition.
De 1996 à 2000, il publie chaque année un album aux éditions Alain Beaulet (la série Moins X avant 2000). Ses derniers recueils Brut de Carnet, Brut de Comix, Goudron Pavers, Brut d'Actu sont publiés chez United Dead Artists (UDA).

## Publications
- Extraits naturels de carnets, 10 volumes, auto édition[1]
- Lui contre maua, avec Blanquet (dessin et scénario), Chacal puant.
- Une brève histoire d'amour, Chacal puant, 1995
- La Vie auchan, Chacal puant, 1996
- Semaine du 4 au 10 juillet 1997, auto-édition, 1997
- A toi à moi, avec Placid(dessin et scénario), auto-édition.
- Moins X avant 2000, Alain Beaulet editeur :

1. Moins 4 avant 2000, 1997[2].
2. Moins 3 avant 2000, 1998[3].
3. Moins 2 avant 2000, 1999[4].
4. Moins 1 avant 2000, 2000

- La Feuille de chou, 18 volumes, auto-édition.
- Poissons Rouges, dans Comix 2000, 2000
- Extraits naturels de carnets, La comédie illustrée

1. Extraits naturels de carnets n°1, 1999.
2. Extraits naturels de carnets n°2, 2000.
3. Extraits naturels de carnets n°3, 2001.
4. Le N°4 n'est jamais sorti.
5. Extraits naturels de carnets n°5, 2002.

- Une Brève histoire de l'esclavage, , La Comédie illustrée, 2001.
- Extraits naturels de carnets (nouvelle formule), 2 volumes, autoédition, 2003.
- Auto-psy, Humeurs
- X, dans L'Abécédaire, L'Égouttoir, coll.Fondue, 2005..
- Carnet d'été, auto-édition, 2006.
- Turbigo sandwich, auto-édition, 2006.
- Carnet de campagne, auto-édition, 2006.
- Reflets de Paris, auto-édition, 2006.
- Rendez-vous le 9 juillet, auto-édition, 2006.
- Lolmède, Éditions Charrette, 2009
- Jour de marché, Alain Beaulet, 2009
- Brut de Carnet, United Dead Artists, 2010
- Brut de Basquiat, auto-édit, 2010
- Brut de Comix, United Dead Artists, 2010
- Vallée du Célé, parfums d'intimité, auto-édition, 2011
- Visite de l'expo Diane ARBUS (avec Lapin), auto-édition, 2012
- Goudron Pavers, United Dead Artists, 2012
- Brut d'actu #1, United Dead Artists, 2018
- Sous-bocks collection, Alain Beaulet editeur, 2019
- Portraits de rues, Ouïe/Dire, 2021
- Taïwanite aïgue, Alain Beaulet, 2021

Laurent Lolmède a par ailleurs collaboré à Jambon Blindé, L'Horreur est humaine, La Monstrueuse, Fusée, Patate douce, Ego comme X, Le Muscle Carabine et Egoscopic.

## Expositions
2010
- Rencontres du 9e Art Aix-en-Provence.
- Périscopages Rennes.
- Le 104 Paris.
- Salle communale Espagnac/Sainte-Eulalie.
- Médiathèque Hélène BERR Paris.

2011
- PARSON SCHOOL of Art+Design Paris.
- Expo:Vallée du Célé/Parfums d'intimité- Marcilhac sur Célé.
- Expo:Médiathèque de Poissy

2020
- Maison du Off of Off, Festival d'Angoulême 2020